# Brian Tichy
Brian Tichy (18 de agosto de 1968) é um músico americano, que já trabalhou com inúmeros músicos e bandas de rock, incluindo Billy Idol, Ozzy Osbourne, Whitesnake, Seether, Velvet Revolver, Foreigner, Pride & Glory, Glenn Hughes, Sass Jordan, Slash's Snakepit, Derek Sherinian, Tak Matsumoto Group, B'z, Kenny Wayne Shepherd, Vinnie Moore e outros.